# Площадь Единства (Даугавпилс)

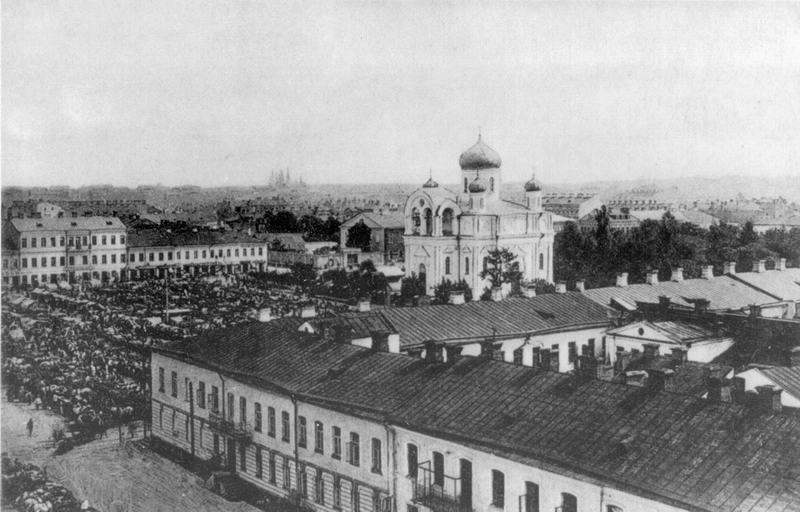
Вид на Александровскую площадь до 1937 года

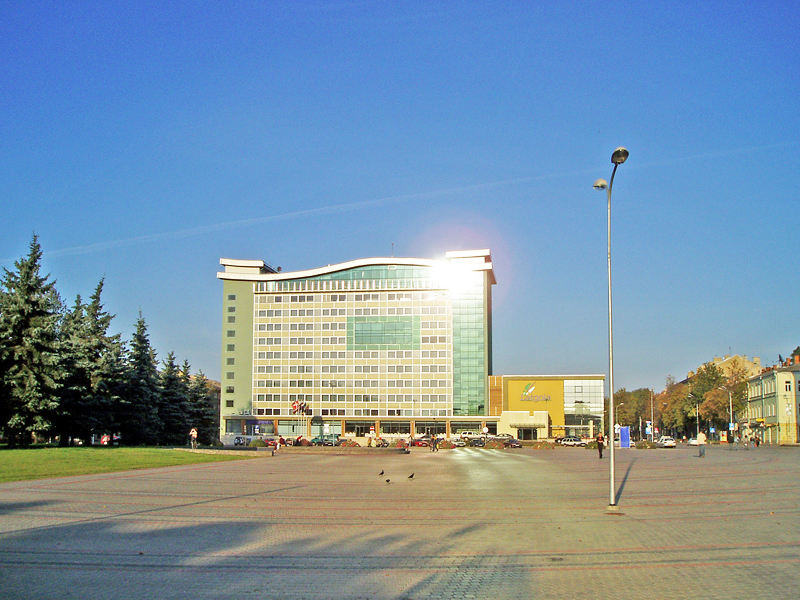
Площадь Виенибас днём. 2007 год.

Пло́щадь Еди́нства (латыш. Vienības laukums, Пло́щадь Вие́нибас) — центральная площадь в Даугавпилсе. Расположена в центре города перед гостиницей «Латвия» и Домом Единства.

## История
Современный центр Даугавпилса начал застраиваться в XIX веке главным образом 2-х этажными кирпичными зданиями. До Второй мировой войны центральная площадь находилась в соседнем квартале южнее от современной площади. На старой площади (Александровская площадь) в 1937 году был построен Дом Единства.
В 1944 году при освобождении Даугавпилса, город был разрушен на 70 процентов, особенно пострадала его центральная часть. Были уничтожены целые кварталы. На месте современной площади располагался знаменитый Динабургский гостиный двор, который сгорел во время войны. Всё, что осталось, было снесено и был построен хлебный завод, а рядом разбит небольшой сквер. С середины 1950-х началась работа над созданием масштабного проекта реконструкции центральной части города и плана застройки. Согласно плану, в квартале, где сейчас расположена гостиница «Латвия» должны были быть построены два 4-х этажных дома, один из которых выходил бы на площадь. Часть квартала должен был занять небольшой сквер с памятником Ленину. В июле 1968 года было снесено здание хлебного завода (бывшая булочная фабрика Митрофанова), и вырублен сквер. Площадь расширилась до 2-двух кварталов, но проект застройки не был реализован. В советское время на площади был устроен рынок.

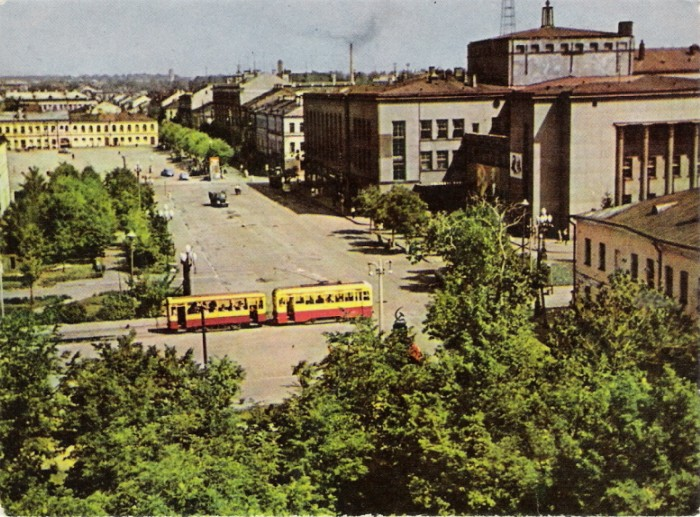
Вид на площадь имени В.И.Ленина в 50-х годах 20-го века

В начале 1960-х планировалось снести Костёл Святого Петра и на его месте планировалось построить 4-х этажные дома с выходом на площадь, но из-за протестов костёл оставили.
После войны со стороны парка Дубровина возле здания пожарной станции, на месте бывшего кинотеатра Эден, был построен кинотеатр «Celtnieks» («Строитель»). Вход был со стороны площади. Со временем, здание кинотеатра снесли, на его месте планировалось построить здание Горисполкома, но проект не был реализован. В данный момент на месте кинотеатра расположен неосвещённый сквер нуждающийся в реконструкции.
В 1970 году часть площади была отдана под универмаг и гостиница «Латвия». В это же время на другой части площади были высажены голубые ели и открыт памятник Ленину. В 1991 году памятник и постамент был демонтирован.
До 2004 года с площади к елям вели 3 гранитные ступени, возле которых был памятник Ленину. После реконструкции ступени убрали.
В 2004 году проведена масштабная реконструкция площади.
До реконструкции, отдельные политики высказывали предложения по строительству торгового центра не месте площади, а также по вырубке елей.
К частью данная инициатива не была одобрена жителями и руководством города.
Тем не менее одна из елей была всё же вырублена, а часть площади после реконструкции была отдана под стоянку машин. 
Проект строительства подземной стоянки не нашёл поддержки у новых владельцев гостиницы "Латвия"

## Параметры площади
Площадь имеет длину 125 метров и ширину 90 метров. Общая площадь составляет 11 250 м² (вместе с елями).

## Использование
На площади каждый год устанавливается главная новогодняя ёлка города.
Также на площади проходят концерты, ярмарки. Устраиваются парады.

## Интересные факты
Существуют слухи, что под площадью проходят подземные ходы в крепость. По одной из версий, подземный ход начинался от Александро-Невского собора, шёл под Александровской площадью (на площади в 1937 году построен Дом Единства и затем под двухэтажными домами.
Интересные факты про подземный ход
- Если ход существует, то он должен быть глубоко под землёй, так как он не найден при строительстве Дома Единства.
- Ход не был найден во время сноса старых домов. Не исключено, что в ход можно было попасть именно из этих домов. С момента их сноса фундаменты не раскапывались.
- В случае существования хода интересно то, что если он и начинался от Александро-Невского собора, то почему не был найден в 1969 году при разборе завалов и в 1999 году при раскопках фундамента.